# Ocaenicia nasuta
Ocaenicia nasuta är en tvåvingeart som beskrevs av Günther Enderlein 1927. Ocaenicia nasuta ingår i släktet Ocaenicia och familjen Richardiidae. Inga underarter finns listade i Catalogue of Life.